# Вбивство вагітних

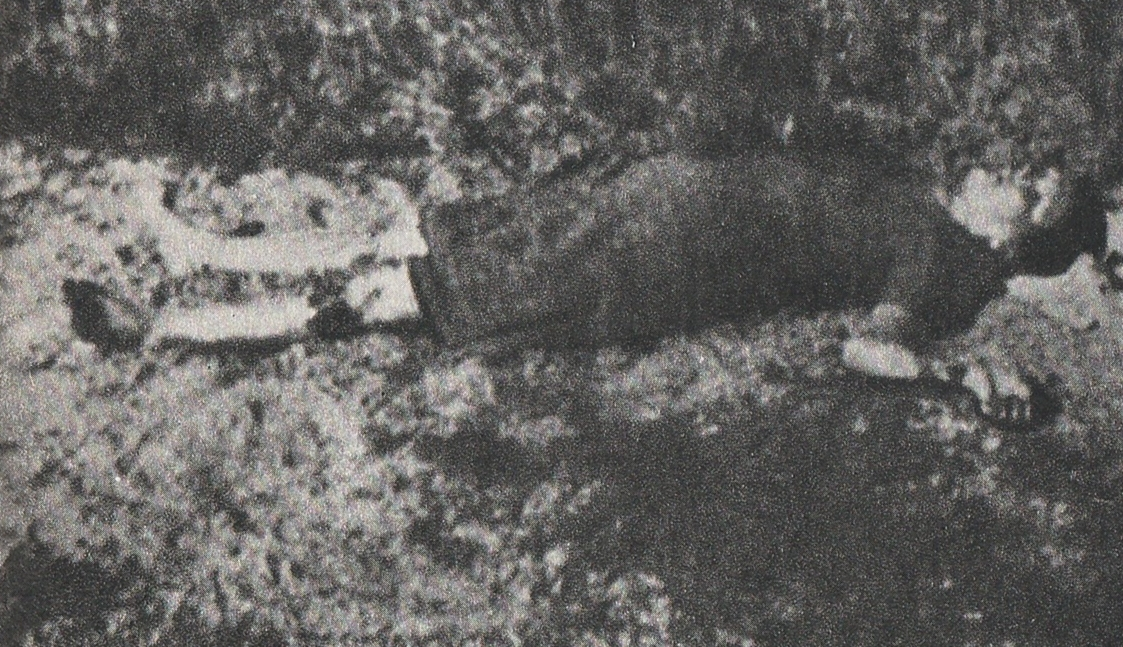
Вагітна полька, вбита німцями під час окупації Польщі Третім рейхом та СРСР, 1 червня 1943 року.

Убивство вагітних є різновидом убивства, часто внаслідок домашнього насильства або насильства з боку інтимного партнера, яке можуть вчиняти, коли жертва завагітніє. Останнім часом більше уваги приділяється смертям, пов'язаним із вагітністю внаслідок насильства. Дослідження показали, що аб'юз під час вагітності може призвести до вбивства вагітної жінки.
У деяких країнах, зокрема в США, смертність вагітних жінок від вбивств поширеніша за смерть від гіпертонічних розладів, крововиливу або сепсису, і ці вбивства пов'язані з насильством з боку інтимного партнера та використанням вогнепальної зброї. Окрім цього, жінки, убиті в перинатальному періоді, становили дуже вразливу групу: вони були молодшими, частіше належали до етнічних меншин і були неодруженими.

## Поширення

### Друга світова війна
Усіх видимо вагітних жінок, матерів немовлят і маленьких дітей відправляли в газові камери після прибуття в різні концтабори. Нацистський лікар Йозеф Менгеле виправдовував це тим, що «не можна дозволити дитині залишитися в таборі, тому що в ньому немає зручностей».
В Освенцімі на початковому терміні в газові камери відправляли всіх без винятку вагітних жінок. До 1943 року їм було дозволено народжувати, але новонароджені не мали права жити. Один поїзд привіз близько сотні вагітних жінок до табірного шпиталю, і, незалежно від терміну вагітності, всім їм перфорували матку. У результаті багато з жінок померли.
У Равенсбрюці вагітним жінкам і матерям з маленькими дітьми постійно ставили ярлик «непрацездатних». Їх відправляли до центрів убивства, де керівництво табору часто додавало їх у перші групи, які відправляли в газові камери.

### США
США мають вищу поширеність насильства з боку інтимних партнерів, ніж аналогічні країни, таке насильство часто є летальним, і воно часто охоплює використання холодної зброї, відзначили дослідниці Ребекка Лоун і Карестан Коенен. Дослідження показало, що з 2009 до 2019 року 68 % вбивств, пов'язаних з вагітністю, стосувалися вогнепальної зброї. Це дослідження також показало, що чорношкірі жінки стикаються зі значно вищим ризиком бути вбитими, ніж білі чи латиноамериканські жінки. Закони, що обмежують доступ жінок до репродуктивної допомоги та абортів, можуть поставити жінок під ще більший ризик, оскільки контроль над репродуктивним вибором жінки часто відіграє роль у насильстві з боку інтимного партнера, заявила Лоун. М'яке законодавство щодо контролювання вогнепальної зброї також може збільшити ризики.
ABC News повідомляє, що дослідження в Меріленді, Нью-Йорку та Чикаго показали, що приблизно 20 % жінок, які померли під час вагітності, були вбиті. У 2004 році The Washington Post дослідила дані про смертність у США, які задокументували вбивства 1367 вагітних жінок і новонароджених з 1990 року: «Убивства охоплюють расові та етнічні групи… Багато жінок були вбиті вдома — у спальнях, вітальнях, на кухнях — зазвичай чоловіками, яких вони знали. Чоловіки, хлопці, коханці».
Ізабель Горон і Даян Ченг з Департаменту охорони здоров'я та психічної гігієни штату Меріленд провели дослідження смертей, пов'язаних з вагітністю, у Меріленді між 1993 і 1998 роками, визначивши смерть, пов'язану з вагітністю, як таку, що трапилася безпосередньо під час вагітності або протягом року після пологів. Вони виявили, що вбивство було основною причиною смерті, пов'язаної з вагітністю, і становило 20 % таких смертей. Убивства жінок репродуктивного віку, які не були вагітними протягом року, що передував їх смерті, були лише п'ятою основною причиною смерті й становили 6,4 % смертей у цій групі. Друга провідна причина смерті, пов'язана з вагітністю, серцеві захворювання, становить 19 %. Дослідження з використанням даних з округу Колумбія також виявило, що вбивство було основною причиною смерті, пов'язаної з вагітністю.

### Бангладеш
Роузманс і Хлут (1999) використовували дані про материнську смертність, зібрані в сільській місцевості Бангладеш між 1976 і 1993 роками, щоб визначити смертність внаслідок вбивства під час вагітності та протягом 90 днів після пологів у жінок віком від 15 до 44 років. Роузманс і Хлут повідомили про рівень 0,39 смертей на 100 000 народжених, але відзначили помітне збільшення до показника 0,93 у групі підлітків віком від 15 до 19 років.

### Фінляндія
У Фінляндії Гісслер та інші (2005) пов'язали національний реєстр причин смерті з лікарень та реєстрами народжених, щоб виявити вбивства, пов'язані з вагітністю (і до одного року після пологів) серед жінок віком від 15 до 49 років. Вони виявили показник 0,7 на 100 000 живонароджених.

### Велика Британія
У дослідженні у Великій Британії групою спостереження MBRRACE-UK (2015) смертність матерів (включно з вагітністю й до одного року після пологів) ідентифікується за допомогою низки джерел. Здебільшого вони надходять з підрозділу, в якому сталася смерть, але також містять інші джерела, такі як коронери, прокурори та ЗМІ; потім їх порівнюють із записами Управління національної статистики, щоб забезпечити правильну ідентифікацію смертей. Використовуючи цю інформацію, медичні записи збираються та переглядаються як патологоанатомом, так і клінічним епідеміологом разом з опитувальником, який надсилається клініцистам. Це опитування показало, що рівень убивств становить 0,97 на 100 000 живонароджених.

### Італія
Загальна статистика вбивств вагітних в Італії відсутня, проте Кабінет міністрів прийняв новий законодавчий пакет, який охоплює заходи щодо прискорення юридичних процесів за участю жертв гендерного насильства та розширення захисту жінок, які постраждали від переслідування. Це відбулося після того, як чоловік убив свою вагітну партнерку, з метою ввести суворіші заходи для спроб зупинити постійне зростання кількості феміцидів у країні. Джулія Трамонтано була на сьомому місяці вагітності, коли її зарізав її партнер і батько плоду, Алессандро Імпанатьєлло, який, як повідомляється, був у таємних стосунках з іншою жінкою. У той час як в Італії кількість вбивств в цілому знижується з 1990-х років, кількість жінок, убитих членом сім'ї або партнером, залишається високою і, пропорційно, зросла в останні роки.

### Україна
В Україні, як і в Італії, статистична інформація щодо вбивства вагітних відсутня. Проте вбивство вагітної класифікується Кримінальним кодексом як умисне вбивство за обтяжувальних обставин: «Умисне вбивство малолітньої дитини або жінки, яка завідомо для винного перебувала у стані вагітності має місце тоді, коли винний умисно позбавляє життя особу, якій не виповнилося 14 років, або жінку, яка завідомо для винного справді перебувала у стані вагітності» (п. 2 ч. 2 ст. 115 КК України).
За повідомленнями українських ЗМІ вбивства вагітних жінок чоловіками в країні відбуваються внаслідок різних причин: побутових конфліктів, включно з тими, коли чоловік був у стані алкогольного чи наркотичного сп'яніння; наполягання вагітною на батьківстві й небажання чоловіка його визнавати; чоловік проти народження дитини й примушує жінку перервати вагітність; ревнощі та бажання розлучення з боку жінки тощо.

## Чинники

### Зв'язок із насильством з боку інтимного партнера
Зв'язок між насильством з боку інтимного партнера та вбивством жінок, незалежно від статусу вагітності, у дослідженні 2004 року повідомлявся на рівні 53 %, коли вбиті жінки підтримували стосунки з партнером, який проявляв насильство. Повторні госпіталізації без пояснень, ЗПСШ, симптоми депресії та тривоги є яскравими ознаками домашнього насильства. Хоча їх прямий зв'язок із вбивством не досліджено, можна припустити, що насильство інтимних партнерів і вбивство вагітних мають спільні фактори ризику. Жінок, що мали дітей, біологічно не пов'язаних з кривдником, вбивали на 38,7 % частіше порівняно з тими, хто дітей не мав.

### Соціальний клас та раса
Проведені дослідження описують наявність зв'язку між чорношкірими або латиноамериканськими жінками та молодшими віковими групами з підвищеним ризиком вбивства. Окрім цього, дані MBRRACE-UK (2015) показують, що існує кореляція між низьким соціальним класом і групами нацменшин та вбивством під час вагітності.